# Релятивистская система единиц
Релятивистская система единиц — система физических единиц, в которой в качестве физической единицы измерения принята основная константа теории относительности — скорость света {\displaystyle c}. Для перехода к релятивистской системе единиц время, скорость, энергию и импульс преобразуют по формулам: 
{\displaystyle {\tilde {t}}=ct,{\tilde {v}}={\frac {v}{c}},{\tilde {m}}=mc^{2},{\tilde {p}}=pc}. 
Единицы измерения длины и массы в релятивистской системе единиц выбирают произвольно. Единицей измерения времени является интервал, за который свет в вакууме преодолевает расстояние, равное одной выбранной единице длины. В этой системе размерность времени совпадает с размерностью длины, а скорость является безразмерной величиной, всегда меньшей единицы. Энергия и импульс имеют размерность массы. 
В релятивистской системе единиц основные формулы специальной теории относительности принимают вид: 
{\displaystyle E={\frac {m}{\sqrt {1-v^{2}}}},\quad {\vec {p}}={\frac {m{\vec {v}}}{\sqrt {1-v^{2}}}},\quad E^{2}={\vec {p}}^{2}+m^{2}}.
Одним из достоинств релятивистской системы единиц является возможность исключить из физических формул константу {\displaystyle c}, обозначающую скорость света. 

## В отдельных областях физики
Релятивистская система единиц широко применяется в физике элементарных частиц при расчётах по формулам специальной теории относительности.
Разновидность релятивистской системы единиц, в которой единицей времени служит год, используется в астрономии. В этом случае единицей длины является расстояние, которое свет проходит за год, называемое световой год.